# Åkeshov (métro de Stockholm)
Åkeshov est une station de la ligne verte du métro de Stockholm, sur le tronc commun des circulations T17, T18 et T19. Elle est située dans le quartier de Vasastan dans le centre-ville de Stockholm, en Suède.

## Situation sur le réseau

Plan du métro.

Établie en surface, la station Åkeshov sur la ligne verte du métro de Stockholm : sur la relation T19 entre la station Ängbyplan, en direction du terminus ouest Hässelby Strand, et la station Brommaplan, en direction du terminus Hagsätra ; sur le relation T17, elle est le terminus ouest, avant la station Brommaplan, en direction du terminus sud est Skarpnäck.
Pour pouvoir assurer son rôle de station terminus (T17) et station de passage (T19) elle dispose de trois voies et deux quais centraux.

## Histoire
La station Åkeshov, située en surface, est mise en service le 26 octobre 1952, lors de l'ouverture à l'exploitation du prolongement ouest, de la ligne verte, de Kungsgatan (renommée depuis Hötorget) au terminus provisoire de Vällingby du métro de Stockholm.

## Services aux voyageurs

### Accès et accueil
Les accès sont en contrebas des voies, ils permettent d'accéder à la salle des billets et des contrôles puis au passage sous voies qui dispose des accès aux deux quais.

installations
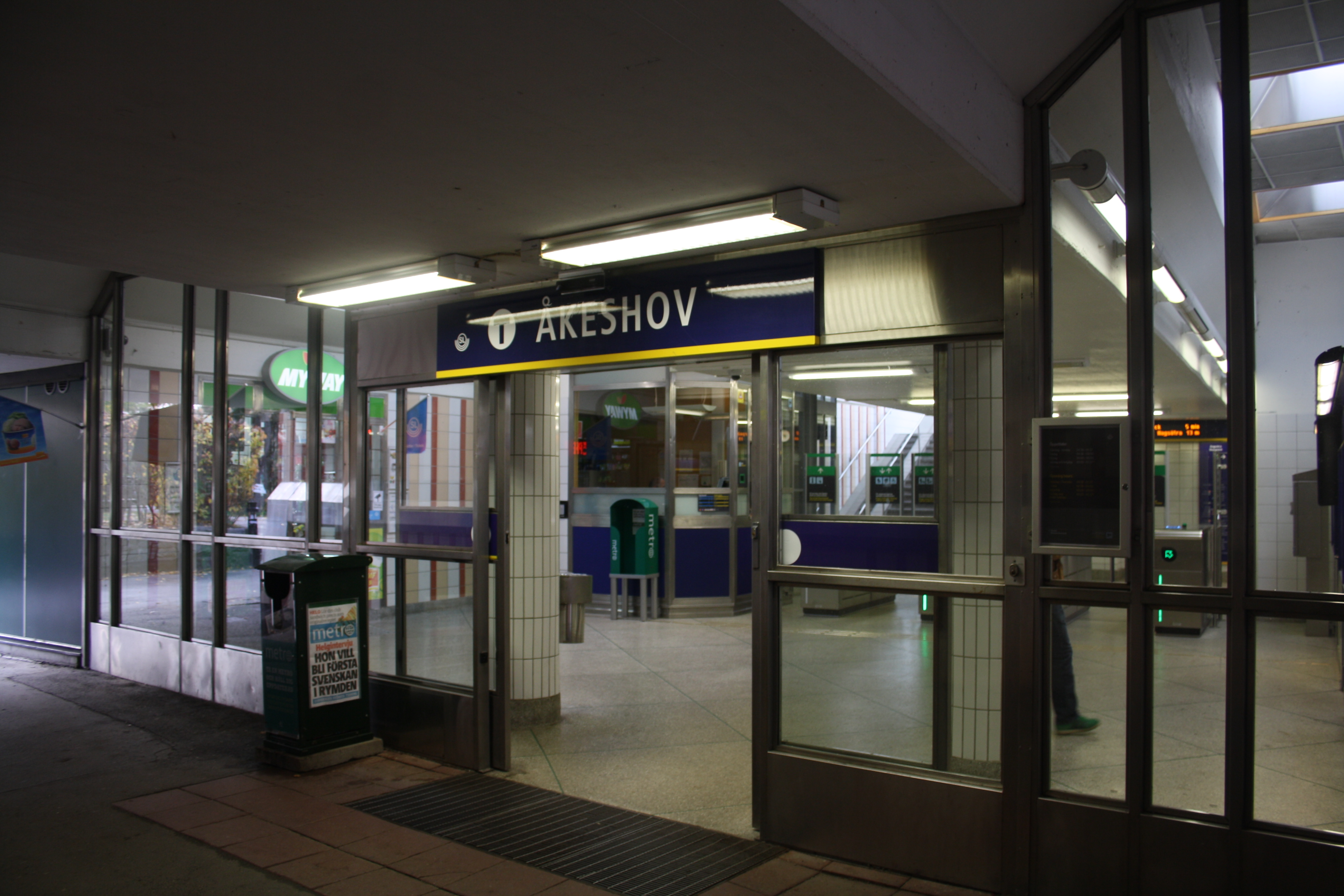
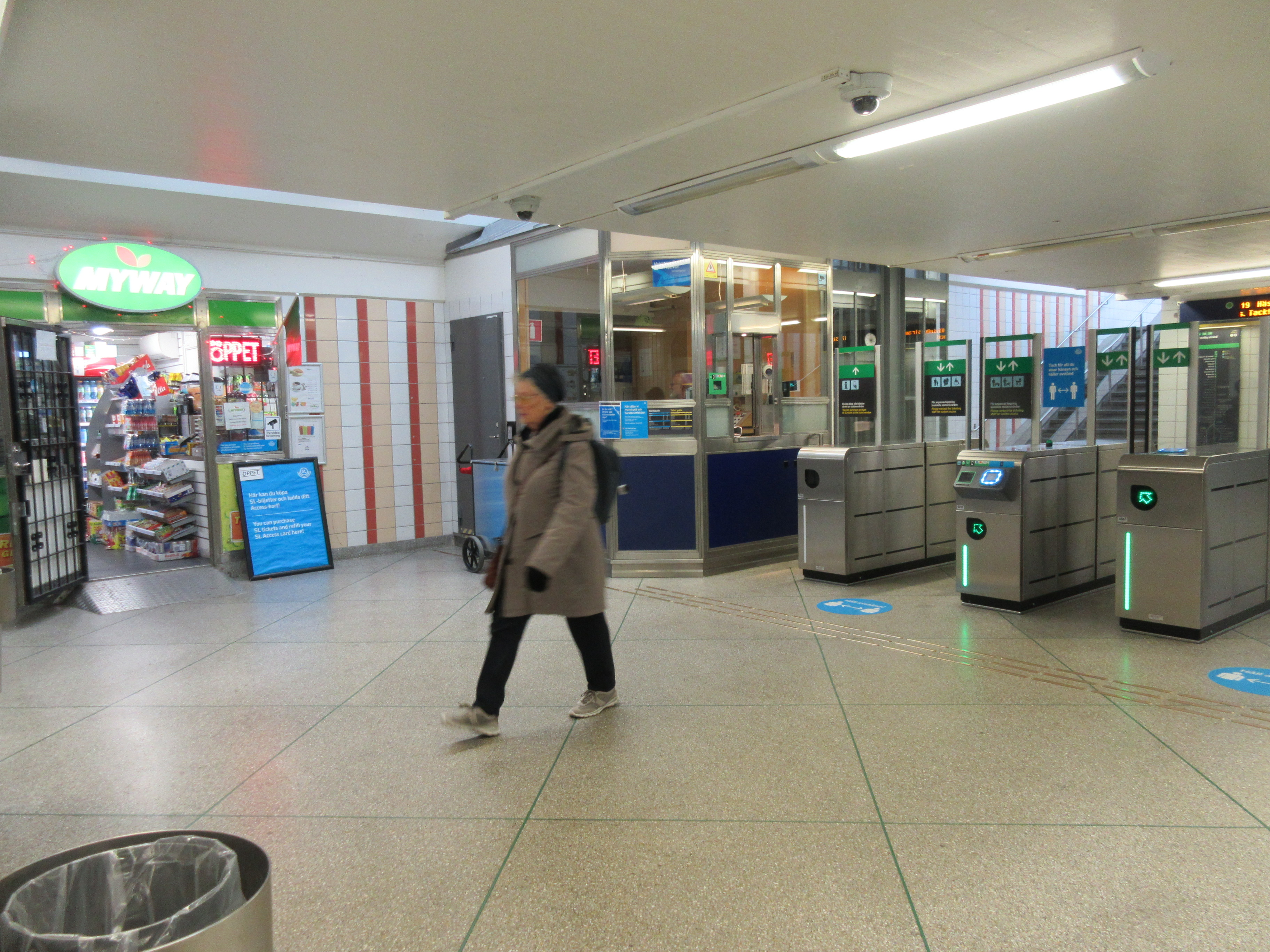
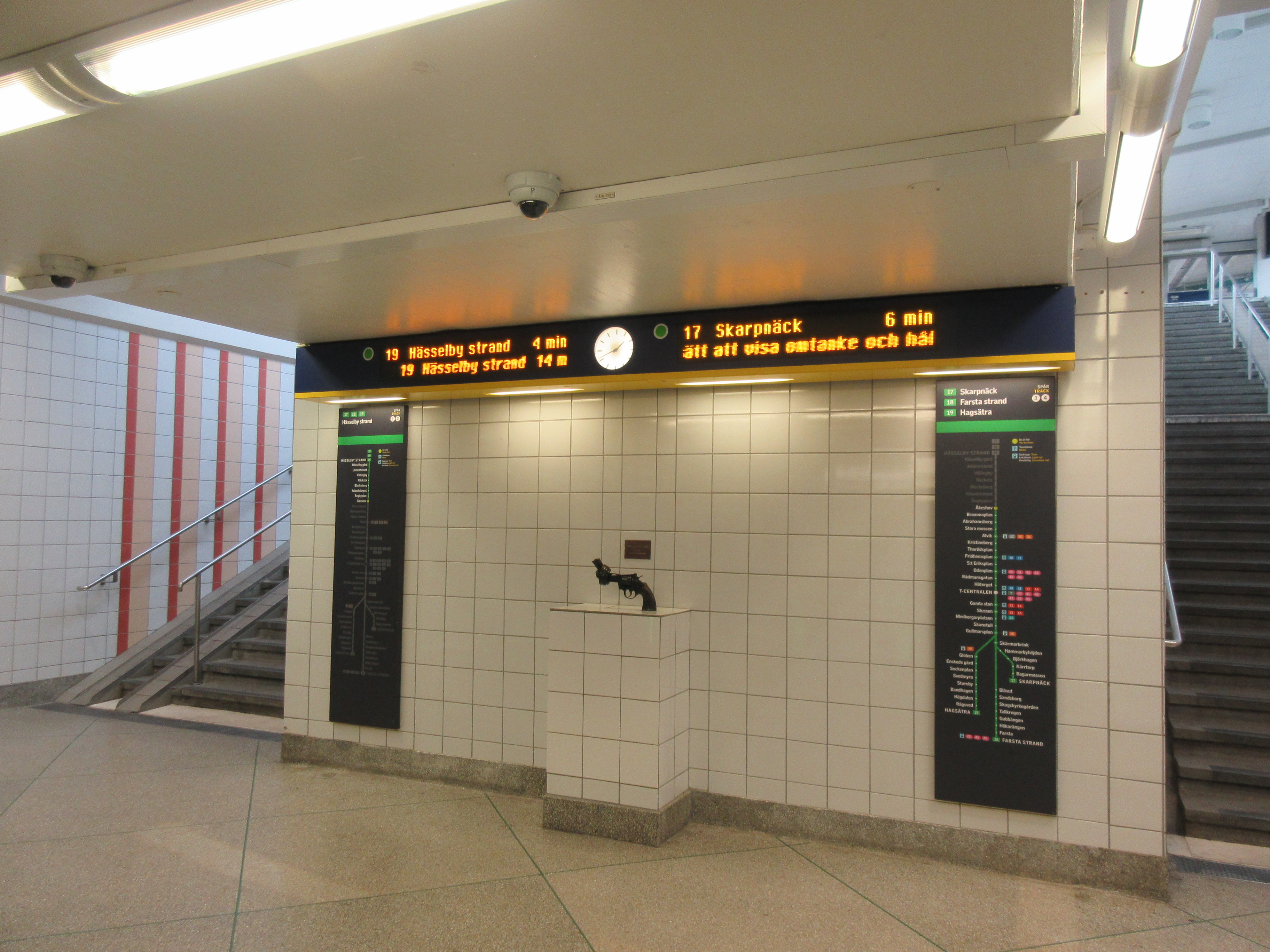

### Desserte
C'est un terminus de la relation T17 et une station de passage de la relation T19.

installations et desserte
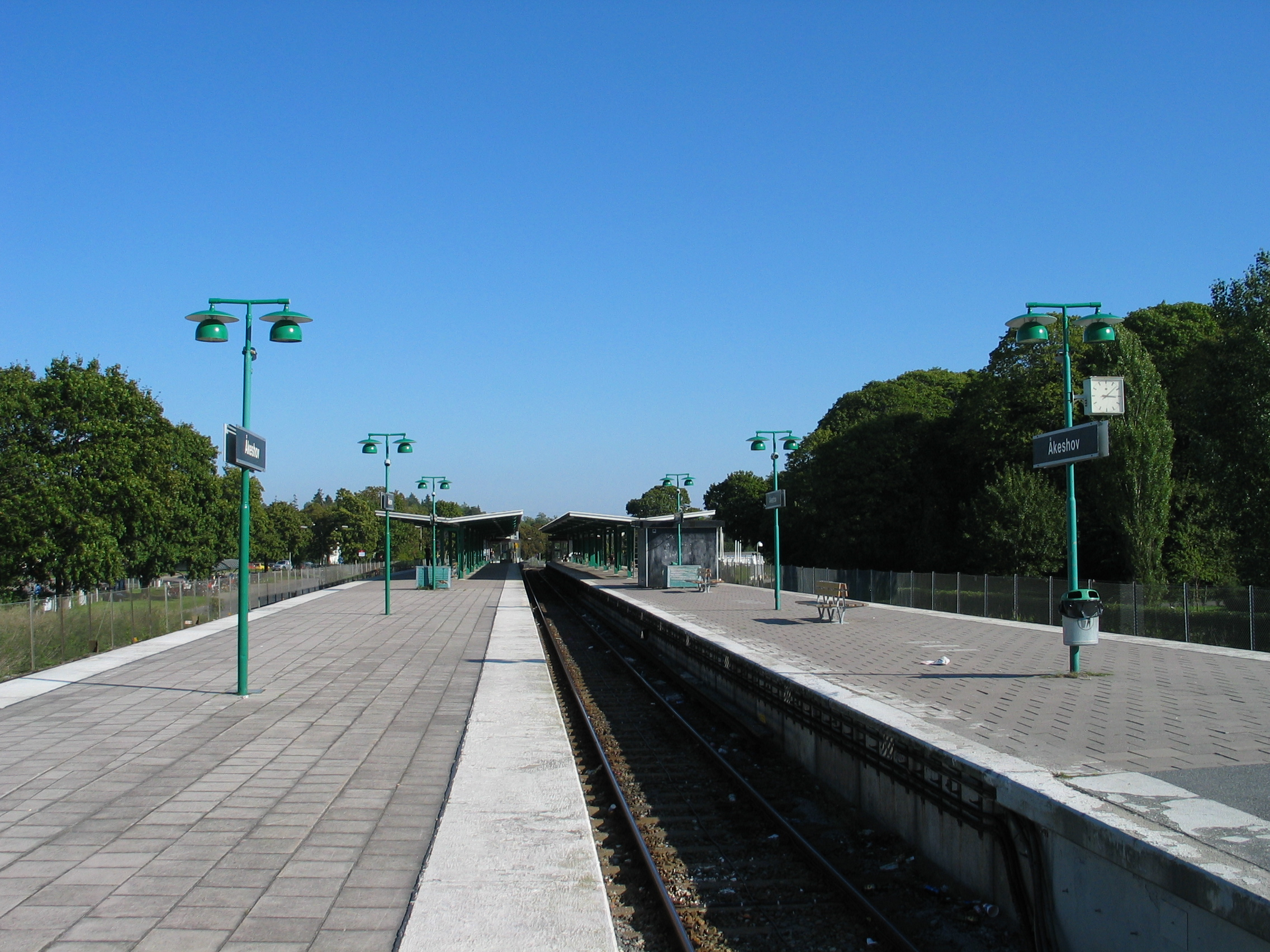
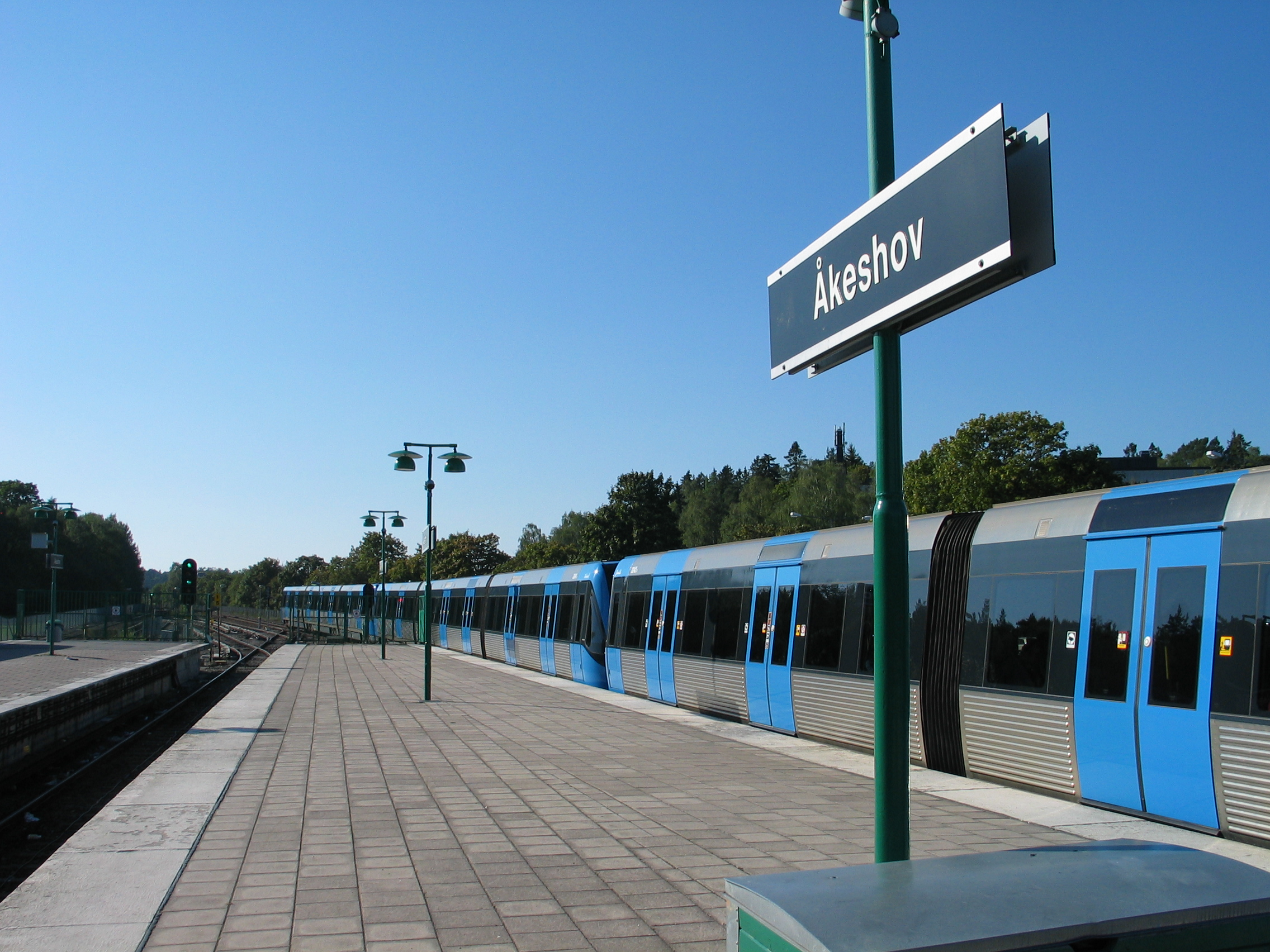
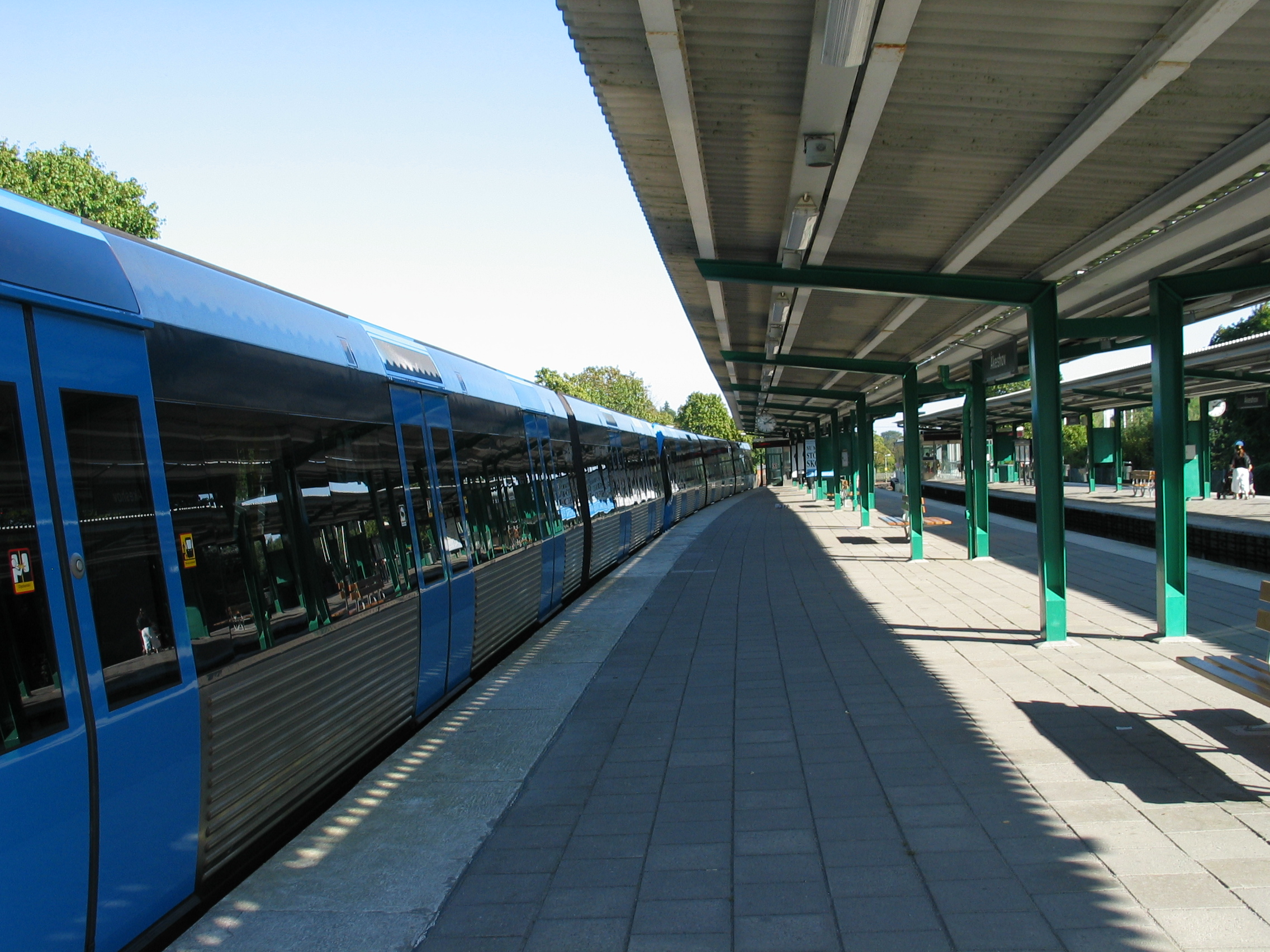

## À proximité
- Norrmalm